# Кръчма
Кръчма (също пивница, механа, кръчмарница) е заведение, в което се продават и консумират алкохолни напитки, (понякога и храна), играят се карти за игра, табла, и се разговаря на различни теми от ежедневието  

## Наименование
В речника на Найден Геров, думата ''крѣчма'' означава ''дюкꙗн, дѣто ся продава вино и ракиꙗ''. Думата произлиза от старобългарски, вероятно от ''кръмнтн сѧ'' (храня се, прехранвам се), или ''кръкнѫтн'' (кръквам, издавам глас). Подобни наименования се намират и в другите славянски езици, например: ''корчма'' на руски, ''карчма'' на беларуски, "karczma" на полски и ''krčma'' на чешки, словашки и сърбохърватски. 

## История
Кръчмите съществуват още от Античността. По времето на пика на Римската империя търговията е добре развита и има множество сведения за крайпътни заведения /ханове/, където присъства и прототипа на кръчмата, където е можело да се поръча алкохол и да се социализираш с другите пътници – гости на хана.
Първата кръчма извън хановете на търговските пътища е открита през второто десетилетие след Христа в гр. Помпей. Заради вулкана, изригнал 60 г. по-късно и запазил го в тогавашния му бляскав вид и до днес, учените са разкрили действителното място на първата древна градска кръчма, която е сред основните забележителности из руините на Помпей.
Сградата е била със стандартна за времето си архитектура – без специален дизайн. Главното помещение е било квадратно на форма и голямо 91 m². Имало е 2 странични помещения – наполовина по-малки от главната зала и отделно помещение за приготвянето на храната и алкохола.
По стара римска традиция от това време в помещенията за посетители били инсталирани и специални отвеждащи канали, в които можело да се повръща по време на пиршеството.